# 유겸
유겸(본명: 김유겸, 1997년 11월 17일 ~ )은 대한민국의 가수이며, 보이 그룹 GOT7의 막내라인 멤버이다. JAYB이랑 같이 댄서로 같이하고 있다.

## 경력

### 2021: AOMG와의 계약과Point of View: U
유겸은 2021년 2월에 힙합 R&B 레이블 AOMG와 계약한 후 6월에 데뷔 EP Point of View: U를 발매했다. 8월에 대한민국 대표선수단 응원콘서트에 참가했다.

## 친구&절친
- 차은우
- 정국(BTS)
- 민규(세븐틴)
- 재현(NCT)
- 뱀뱀
- 조승연(woodz)

## 같이 보기
- GOT7의 음반 목록
- GOT7의 음반 내용과 참여 목록
- GOT7의 음반 외 활동 목록
- GOT7의 수상 목록

### 참조주
1. ↑  “GOT7(갓세븐),  “아가새 위한 음악 계속” (손편지 전문)”. MK스포츠. 2021년 1월 20일.
2. ↑  “[HI★초점] 갓세븐, '탈 JYP' 이후에도 계속되는 '같이'의 좋은 예”. 한국일보. 2021년 7월 2일.
3. ↑  조은미 (2021년 2월 19일). “AOMG, 갓세븐 유겸 전속계약 발표..댄스비주얼 영상 공개 [공식]”. 《Herald POP》.
4. ↑  “몬스타엑스‧온앤오프‧원어스‧크래비티‧퍼플키스, 대한민국 대표선수단 응원콘서트 참가”. 《n.news.naver.com》. 2021년 7월 21일에 확인함.